# Cherbezatina scrobiculata
Cherbezatina scrobiculata är en skalbaggsart som beskrevs av Marc Lacroix 1993. Cherbezatina scrobiculata ingår i släktet Cherbezatina och familjen Melolonthidae. Inga underarter finns listade i Catalogue of Life.